# Babos Sándor
Babos Sándor (Budapest, 1919. május 24. – Budapest, 1974. december 24.) magyar állatorvos, parazitológus, entomológus, az állatorvostudományok kandidátusa.

## Élete
Babos Sándor állami ipariskolai tanár és Fischer Izabella fiaként született. A Ludovika Akadémián végzett, 1940-ben avatták hadnaggyá. A második világháborúban a kecskeméti 4. ezred állományában katonai, illetve frontszolgálatot teljesített, többször megsebesült, 1945-ben tartalékos főhadnagyként szerelt le. 
1946 és 1947 között Budapest Székesfőváros városmérési kirendeltségénél szolgált, majd az Agrártudományi Egyetem Állatorvos-tudományi Karának hallgatója lett, ahol 1951-ben szerzett állatorvos-doktori diplomát.
1950 és 1952 között a Kar ösztöndíjas gyakornokaként dolgozott Kotlán Sándor mellett. 1952-től az MTA Állategészségügyi Kutatóintézet tudományos munkatársa, 1962-től tudományos főmunkatársa volt 1974-es nyugdíjazásáig. 1961-ben az állatorvos-tudományok kandidátusa lett.
A magyarországi állatorvosi parazitológia egyik megalapítója volt, az állati élősködők élet- és kórtanával, valamint rovartannal, főleg az atkák vizsgálatával foglalkozott. Elsőként dolgozta fel Magyarország kullancsfaunáját, kutatásait később kiterjesztette Közép-Európa kullancsfaunájára is, valamint tisztázta a magyarországi nyúltüdőférgesség oktanát, elterjedtségét, a betegséget okozó fajok fejlődését, illetve az általuk okozott elváltozások kórfejlődését. A  Magyar Parazitológiai Társaság alapító tagja és vezetőségi tagja volt, munkáját 1965-ben Akadémiai Díjjal ismerték el. Szakértőként részt vett a Vietnami Demokratikus Köztársaság parazitológiai kutatásainak megszervezésében, a vietnami kormány a Ho Si Minh-emlékéremmel tüntette ki. Közel félszáz tanulmányt és tudományos közleményt publikált.
Felesége Farkas Márta volt, két gyermekük született. 1974-ben hunyt el Budapesten.

## Családja
Nagyapja, az 1836-ban született id. Babos Sándor Kolozsváron óra- és ékszerkereskedő volt. 1895-96-ban felépíttette a Széchenyi tér nyugati sarkán a ma Babos-palotának nevezett bérházat. Id. Babos Sándor a kolozsvári híres timármester id. Warga Dániel (1825–1904) és Miski Teréz (1828–1899) Anna nevű leányát vette feleségül. Házasságukból kilenc gyermek született:  Anna (Szép Béláné), Emilia (Gámán Józsefné, majd Pápai Sándorné), ifj. Sándor, Teréz (Schandl Emilné), László, Ilona (Wass Emilné), Lajos, Dániel, Margit (Deák Zoltánné). 
Apja, ifj. Babos Sándor (1872–1968) apja mesterségét magasabb szinten folytatta, ugyanis Budapesten elvégezte az órás szakiskolát. Külföldi tanulmányai után Budapesten tanított az Állami Mechanikai és Órásipari Szakislolában 1929-es nyugdíjazásáig. Ugyanebben az évben jelentette meg Az órák szerkezettana című szakkönyvét Vályi Ödön kollégájával, utódjával közösen. Későn nősült, feleségül vette Fischer Izabellát (1898–1983). Két gyermekük született: legifjabb Sándor (1919–1974) és Izabella.

## Főbb művei
- Buzogányfejű férgek – Acanthocephala (Bp., 1955)
- Élősködő fonálférgek 3. – Nematoda parasitica 3. (Bp., 1958)
- A magyarországi leporidák tüdőférgességéről (kandidátusi értekezés, 1961)
- Die Zeckenfauna Mitteleuropas (Bp., 1964)
- Kullancsok – Ixodidea (Bp., 1965)